# Indische bloedwielewaal
De Indische bloedwielewaal (Oriolus traillii) is een zangvogel uit de familie Oriolidae (Wielewalen en vijgvogels). Deze vogel is genoemd naar de Schotse zoöloog Thomas Stuart Traill (1781-1862).

## Verspreiding en leefgebied

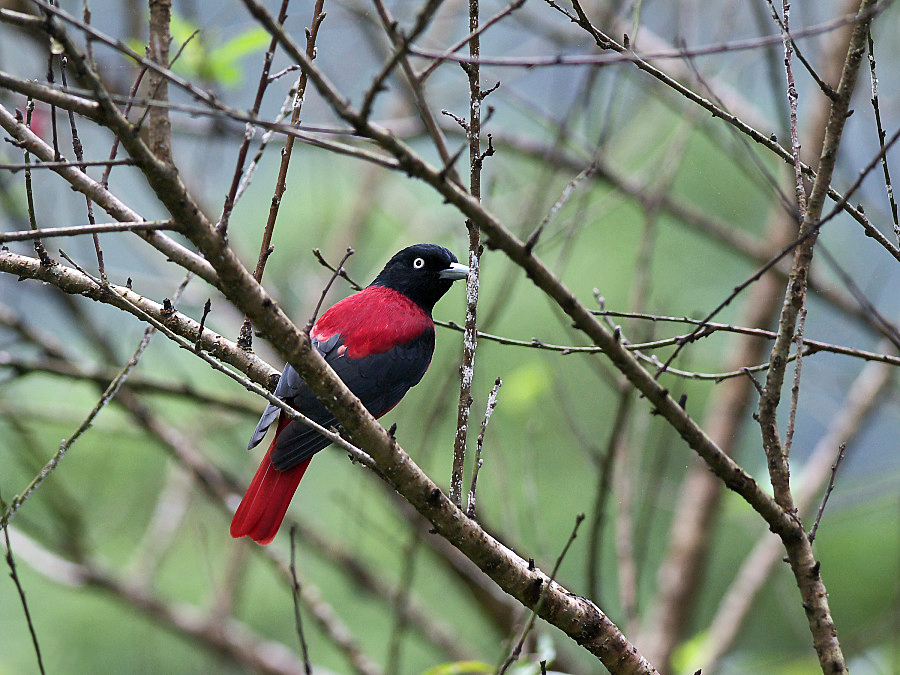
de Taiwanese ondersoorten

Deze soort komt voor in Zuidoost-Azië en telt vier ondersoorten:
- O. t. traillii: van de Himalaya tot zuidelijk China, noordelijk Indochina en noordelijk Thailand.
- O. t. robinsoni: zuidelijk Indochina.
- O. t. nigellicauda: Hainan.
- O. t. ardens: Taiwan.

## Status
De grootte van de populatie is niet gekwantificeerd maar de soort wordt omschreven als schaars tot vrij algemeen. Op de Rode lijst van de IUCN heeft deze soort de status niet bedreigd.